# Pluto åker tåg
Pluto åker tåg (engelska: Mr. Mouse Takes a Trip) är en amerikansk animerad kortfilm med Musse Pigg från 1940.

## Handling
Musse Pigg och hans hund Pluto ska åka tåg från Burbank till Pomona. Det finns dock ett problem: konduktören Svarte Petter släpper inte in hundar på tåget. Musse gör allt för att både han och Pluto ska följa med på resan, till och med gömma honom i resväskan, något som skapar problem.

## Om filmen
Filmen är den 109:e Musse Pigg-kortfilmen som producerades och den tredje och sista som lanserades år 1940.
Filmen är den enda Musse Pigg-film som det finns en bakomfilm till där Walt Disney tillsammans med Billy Bletcher syns framföra rösterna till Musse Pigg respektive Svarte Petter.
Filmen hade svensk premiär annandag jul 1941 på biograferna Röda Lyktan och Sibyllan i Stockholm och visades som förfilm till långfilmen Jägarna från skyn (engelska: Parachute Battalion) med Robert Preston i huvudrollen.

## Rollista
Två svenska dubbningar har gjorts av filmen, en dubbning från 1991 som getts ut på VHS och DVD, och en dubbning från 2010 som enbart gavs ut på DVD. Den andra dubbningen är dock en nedkortad version från TV-serien Ett gott skratt!.
| Roll                 | Originalröst   | Svensk röst (1991) | Svensk röst (2010) |
| Musse Pigg           | Walt Disney    | Anders Öjebo       | Anders Öjebo       |
| Svarte Petter        | Billy Bletcher | Jan Koldenius      | Benke Skogholt     |
| Kvinnlig passagerare | June Foray     | Monica Forsberg    | Lizette Pålsson    |
| Pluto                | Lee Millar     | ingen röst         | ingen röst         |